# Јанез Весел
Јанез Весел (словен. Janez Vesel; 12. септембар 1798 — 26. март 1884), познат под књижевним псеудонимом Јован Косески (у словеначким конвенцијама и као Jovan Vesel – Koseski, ређе Janez Vesel – Koseski или Ivan Vesel – Koseski) је био словеначки правник и песник.

## Биографија
Рођен је 2. септембра 1798. у Луковица при Домжалаху у Војводини Крањској у Хабзбуршкој монархији. Студирао је права у Грацу и Бечу и већи део свог професионалног живота је радио у Трсту. За време студија је углавном писао на немачком језику. Године 1818. је његов сонет Potažba био први икада штампан на словеначком језику. Године 1844. је објавио оду Slovenja Caru Ferdinandu посвећену Фердинанду I од Аустрије која се дуго сматрала најранијом познатом штампаном употребом речи Slovenija, која се у то време односило на словеначке земље. Почетком 1990-их је установљено да је та реч штампана већ 1841. године у књизи Drevnie i nynešnie Slovene руског писца Јурија Венелина. Веселовим најбољим делом се сматра песма у којој описује историју словеначких земаља од Античког Рима. Осим писањем се бавио и превођењем поезије. Био је деда аустријско–италијанског планинара и писца Јулијуса Куга. Преминуо је 26. марта 1884. у Трсту.